# Lepanthes nematostele
Lepanthes nematostele är en orkidéart som beskrevs av Carlyle August Luer. Lepanthes nematostele ingår i släktet Lepanthes och familjen orkidéer. Inga underarter finns listade i Catalogue of Life.